# On the Outside
Albums de Starsailor
Silence Is Easy
(2003) All The Plans
(2009)
On the Outside est le nom du troisième album studio du groupe pop/rock anglais Starsailor, publié le 17 octobre 2005. Cet album, mené par le single In the Crossfire, a occupé la 11e place des charts UK. 

## Tracklisting
1. "In the Crossfire"
2. "Counterfeit Life"
3. "In My Blood"
4. "Faith Hope Love"
5. "I Don’t Know"
6. "Way Back Home"
7. "Keep Us Together"
8. "Get Out While You Can"
9. "This Time"
10. "White Light"
11. "Jeremiah"